# Ettore Ghiglione
Ettore Giuseppe Emilio Ghiglione (Torino, 20 dicembre 1885 – Forno Canavese, 30 dicembre 1982) è stato un calciatore italiano.
È spesso confuso con Wallys Ghiglione, di dieci anni più anziano e vissuto a Genova ma non legato a lui.

## Biografia
Laureato in scienze chimiche, e per questo inquadrato come sottotenente di complemento farmacista durante la Grande Guerra, al termine della carriera calcistica è stato impiegato in una fabbrica di esplosivi. In gioventù è stato amico e compagno di scuola di Vittorio Pozzo, che coinvolse nelle sorti del neonato Torino Football Club.
É sepolto insieme alla moglie nel cimitero di Rivara.

## Carriera
Già calciatore e socio del Football Club Torinese, è tra i soci fondatori del Torino Football Club nel 1906, pur non avendo presenziato fisicamente alla riunione costitutiva. Nella stagione 1907 è stato uno dei primi portieri dei granata: esordisce il 16 dicembre 1906, nella prima partita in assoluto disputata dalla neonata società, in amichevole contro la Pro Vercelli, mentre in campionato debutta il 3 febbraio successivo, nel derby vinto 4-1 contro la Juventus. Nella sua prima stagione in granata raggiunge il secondo posto della classifica finale alle spalle dei campioni del Milan. Rimane nel club piemontese sino al 1912, spesso impiegato come giocatore di movimento, in particolare nella stagione 1909-1910, nella quale realizza il suo unico gol, nel derby della Mole del 7 novembre 1909 vinto dal Torino per 3-1; conta inoltre 3 presenze nella Palla Dapples, e milita a più riprese nella squadra riserve impegnata in Seconda Categoria.
Nel dicembre 1915 torna a vestire la maglia granata per due partite della Coppa Federale, contro Juventus e US Torinese, oltre a una partita di Terza Categoria piemontese contro la Torinese disputata da una fomazione mista di titolari, riserve e giovani del Torino.